# Sophie Charlotte von Hannover

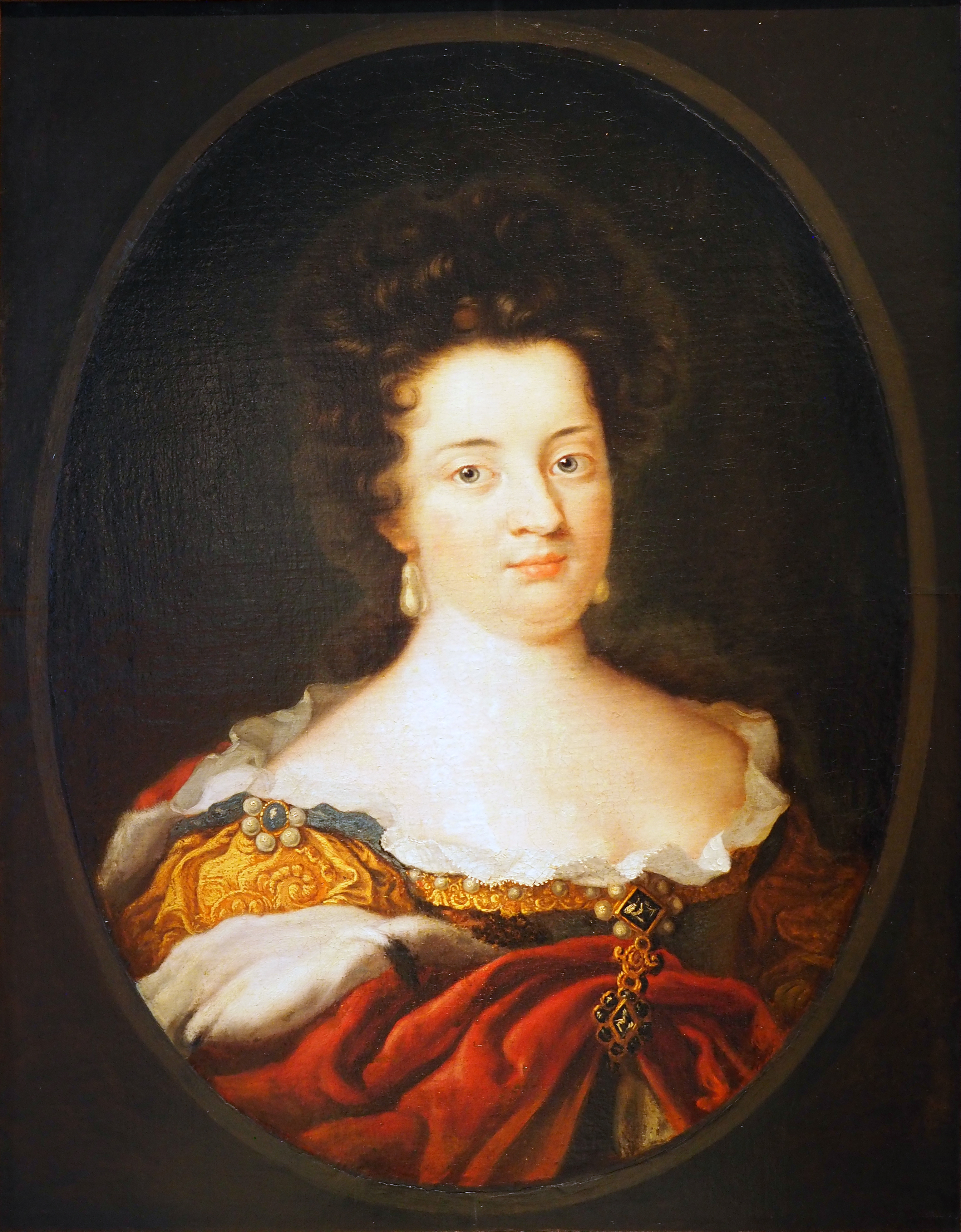
Sophie Charlotte von Hannover, Kurfürstin von Brandenburg, Königin in Preußen, 1685, Residenzmuseum im Celler Schloss

Sophie Charlotte Herzogin von Braunschweig und Lüneburg (inoffiziell „Prinzessin von Hannover“) (* 30. Oktober 1668 in Iburg; † 1. Februar 1705 in Hannover) war die erste preußische Königin. Sie war die einzige Tochter von Sophie von der Pfalz und Ernst August von Braunschweig-Lüneburg, dem späteren ersten Kurfürsten von Hannover.
Im Jahr 1684 heiratete sie den Kurprinzen Friedrich von Brandenburg, der ab 1688 als Kurfürst Friedrich III. regierte und sich 1701 zum König in Preußen krönte. Ihr Sohn ist der spätere „Soldatenkönig“ Friedrich Wilhelm I., der mit ihrer Nichte Sophie Dorothea von Hannover – der Tochter ihres Bruders Georg Ludwig (des späteren englischen Königs Georg I.) und der „Prinzessin von Ahlden“ – die Ehe einging, aus welcher ihr Enkel Friedrich II. entspross. 
Sie ließ das Schloss Charlottenburg erbauen, das sie als Hauptwohnsitz nutzte. Sie galt als hochgebildet und pflegte wie ihre Mutter eine enge Freundschaft mit Leibniz.

## Leben
Sophie Charlotte (im Familienkreis „Figuelotte“ genannt) wurde im Schloss Iburg geboren, wo ihr Geburtszimmer bis heute besteht. Ihre ersten fünf Lebensjahre verbrachte sie mit den Eltern im provinziellen Leben des Iburger Schlosses, ehe die fürstbischöfliche Familie 1673 die neu erbaute Residenz in Osnabrück, das Schloss Osnabrück, bezog, wo 1674 ihr Bruder Ernst August II. von Hannover geboren wurde. Sie war die einzige Tochter des Fürstbischofspaars und hatte drei ältere und drei jüngere Brüder. Die fürstbischöfliche Familie verließ Osnabrück und zog nach Hannover, nachdem ihr Onkel Johann Friedrich 1679 gestorben war und ihr Vater dessen Nachfolge im Fürstentum Calenberg antrat.

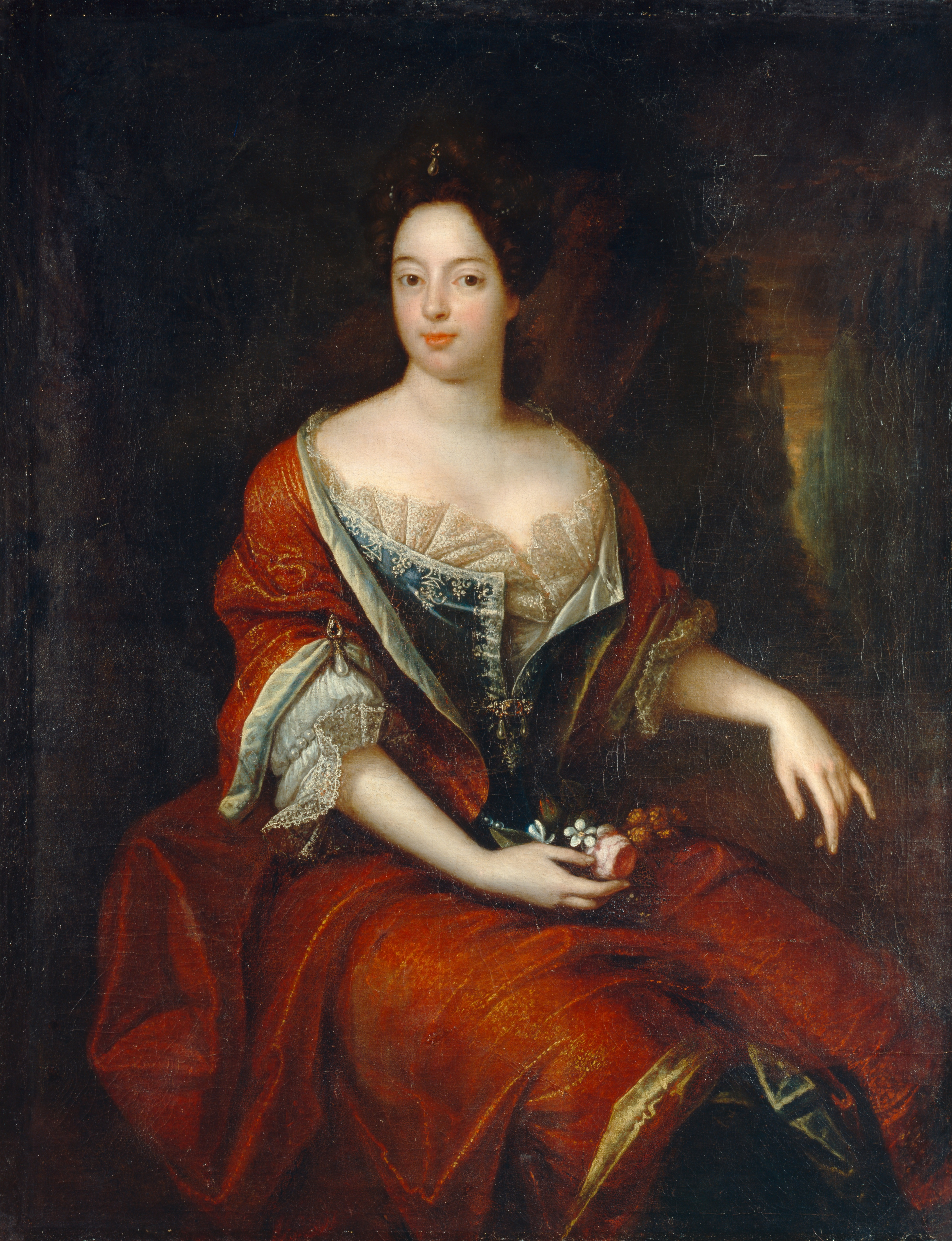
Noel Jouvenet III. zugeschrieben, Sophie Charlotte von Hannover

Sophie Charlotte lernte Französisch, Englisch und Italienisch fließend zu sprechen. Sie wurde protestantisch erzogen, doch schlossen machtpolitische Erwägungen ihrer Eltern die Ehe mit einem Katholiken nicht aus, worauf ihre Erziehung Rücksicht nahm. Mit ihrer Mutter Sophie ging sie 1679 auf eine Reise nach Frankreich, wobei diese vorgeblich ihrem Interesse an Gartengestaltung nachging. Hauptinteresse der Reise war aber die mögliche Aussicht Sophie Charlottes auf eine Ehe mit dem Grand Dauphin, dem Sohn des französischen Königs Ludwig XIV., welche Sophie mit Hilfe ihrer Nichte und früheren Ziehtochter Liselotte von der Pfalz einzufädeln suchte, der Schwägerin des Königs. Diese Absicht scheiterte jedoch an den dynastischen Plänen Ludwigs XIV., der sich für Maria Anna Victoria von Bayern aus dem katholischen bayerischen Kurfürstenhaus entschied.
Daraufhin wurde Sophie Charlotte an das brandenburgische Kurfürstenhaus vermittelt. Am 6. November 1684 heiratete sie den bereits einmal verwitweten Kurprinzen Friedrich von Brandenburg. Vier Jahre später starb der Große Kurfürst und Friedrich bestieg mit seiner Frau den kurfürstlichen Thron. Die Ehe war nicht glücklich; sie war aus politischen Gründen geschlossen worden, was in Hochadelskreisen an der Tagesordnung war. Die Kurfürstin gebar Friedrich I. drei Kinder, von denen nur ein Sohn überlebte, der spätere König Friedrich Wilhelm I. Das Kind wurde in den ersten Lebensjahren, von 1689 bis 1692, am Hof seiner Großmutter in Hannover erzogen; Sophie Charlotte verwöhnte ihren Sohn, der jedoch als Heranwachsender eine derb-soldatische Natur entwickelte und die künstlerisch-philosophische Lebensweise seiner Mutter ebenso ablehnte wie die pompöse Hofkultur seines Vaters.
Sie erhielt 1696 das Gut Lietzow (auch Lützow), eine Preußische Meile nordwestlich vor Berlin und ein Stück Land in der Nähe als Ausgleich für ihren Landsitz in Caputh bei Potsdam, den sie ihrem Gemahl zurückgegeben hatte, und beauftragte den Architekten Arnold Nering mit dem Bau einer Sommerresidenz. Als Arnold Nering einige Monate später starb, übernahm der Baumeister Martin Grünberg die weitere Bauleitung. Unter seiner Regie wurden zwei südwärtsgerichtete Hofgebäude für die Betriebsräume und das Gesinde errichtet.

Schloss Charlottenburg (fertiggestellt 1713); der dreiflüglige Mittelteil bildete um 1700 das Schloss Lützenburg

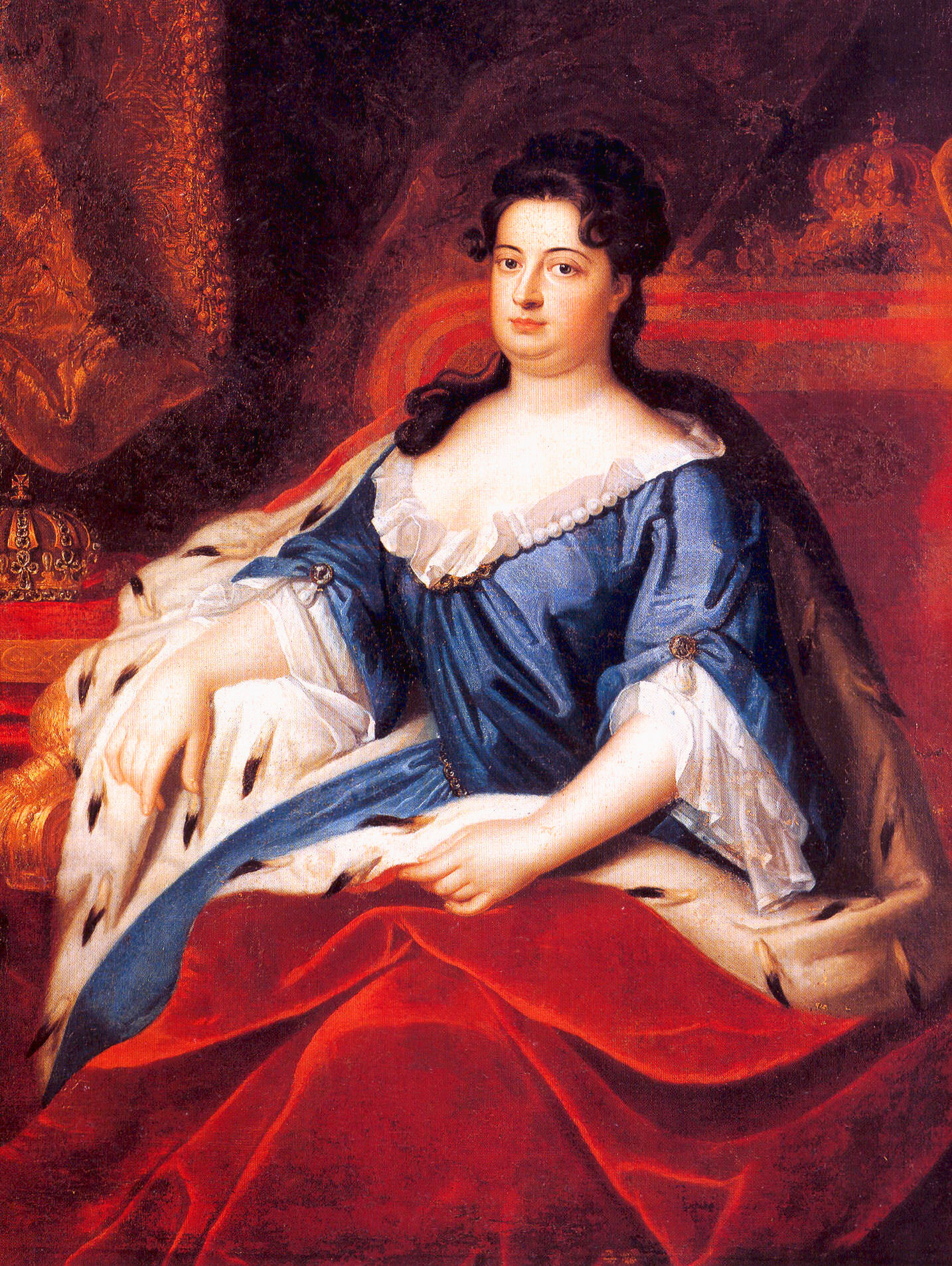
Königin Sophie Charlotte (1705)

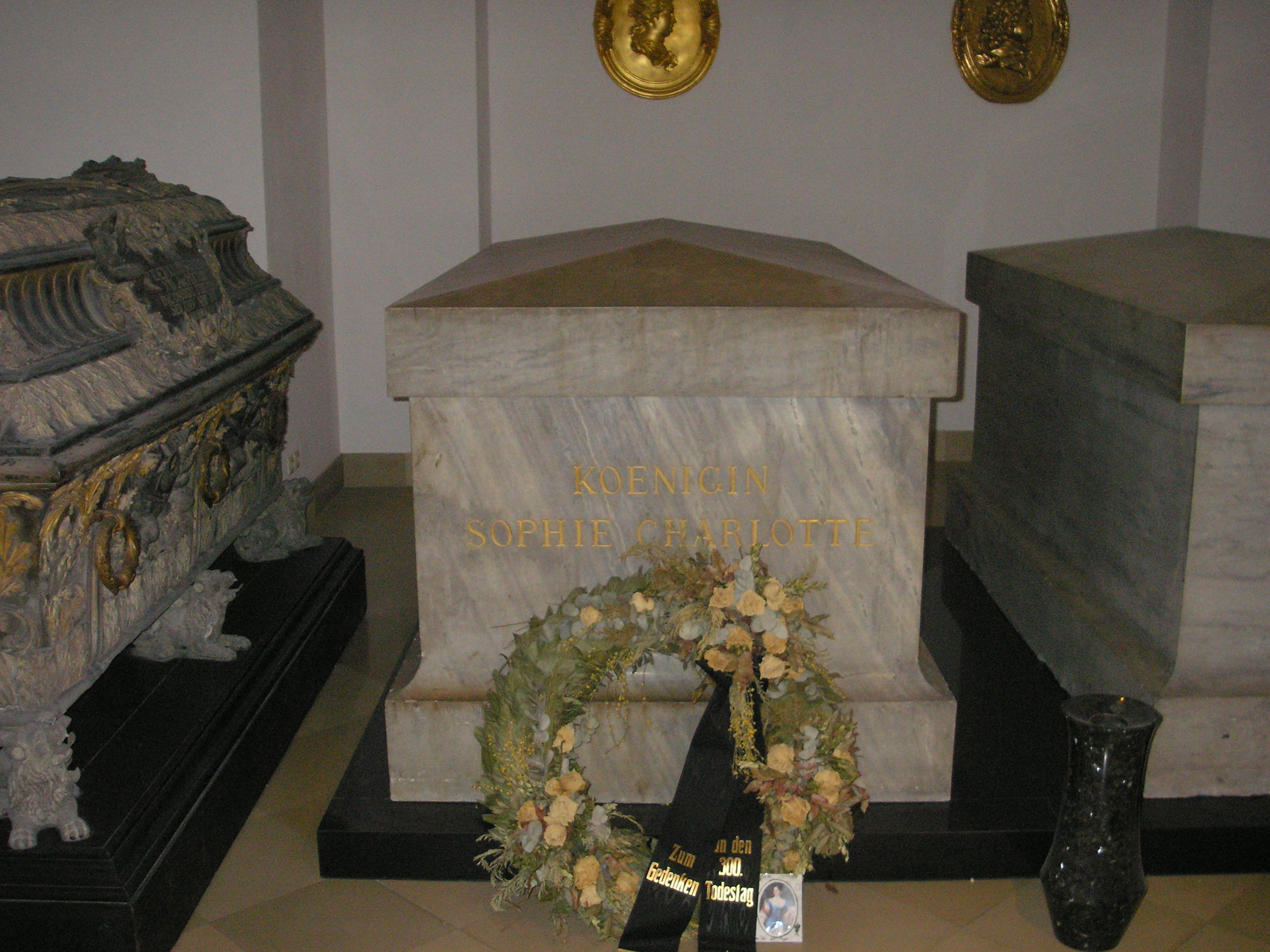
Sarkophag Sophie Charlottes im Berliner Dom

Dort lebte die Kurfürstin und spätere Königin relativ unabhängig. Ihr Gemahl Friedrich hatte nur Zutritt, wenn er ausdrücklich eingeladen war, so zum Beispiel im Sommer am 11. Juli 1699, als man das Schloss anlässlich des Geburtstages des Kurfürsten feierlich einweihte. Danach wurde die Sommerresidenz zur ständigen Residenz Sophie Charlottes. Um 1700 wurde das Schloss unter Eosander von Göthe zu einer repräsentativen Dreiflügelanlage ausgebaut.
Sophie Charlotte war eine Gegnerin der Politik des Premierministers Danckelmann. Sie zog sich nach dessen Sturz 1697, bei dem sie maßgeblich mitgewirkt hatte, auf ihr Schloss Lietzenburg zurück, da sie am Berliner Hof politisch nichts auszurichten vermochte. Am 18. Januar 1701 wurde sie von ihrem Ehemann zur ersten Königin in Preußen gekrönt. Von 1696 bis zu ihrem Tode zog sie die verwaiste Caroline von Brandenburg-Ansbach als Ziehtochter auf, welche anschließend von Sophie Charlottes Mutter, der Kurfürstin Sophie von Hannover, mit deren Enkel Georg von Hannover, dem späteren englischen König Georg II., verheiratet wurde.
Am 1. Februar 1705 starb sie während eines Besuchs bei ihrer Mutter in Hannover an einer Halsentzündung. Ihr Leichnam wurde seziert und einbalsamiert und auf einem Schaubett öffentlich ausgestellt. Am 9. März erfolgte die Überführung nach Berlin, wo im älteren Berliner Dom die Trauerfeier stattfand und sie bestattet wurde. Der große zeitliche Abstand zwischen Tod und Überführung erklärt sich aus den aufwendigen Vorbereitungen für die Beisetzungsfeierlichkeiten, vor allem der Errichtung von Funeralarchitekturen, die an den Stationen des Leichenzuges zu erbauen waren. Heute befindet sich ihre letzte Ruhestätte in der Hohenzollerngruft des Berliner Doms am Lustgarten in Berlin.
Nach dem Tode der Königin ließ der König das Anwesen Lietzenburg zu Ehren seiner verstorbenen Gemahlin in Charlottenburg umbenennen. Dieser Schritt hatte vor allem dynastische Gründe, denn Friedrich, ein in Ermangelung herausragender Ahnen und großer Taten von den Fürsten Europas belächelter Monarch, musste bestrebt sein, die 1701 erworbene Königswürde international anerkannt zu wissen. Er stützte sich damit auf die dynastische Tradition des Hauses Hannover, indem er seine Gemahlin nach ihrem Tod glorifizierte.
Sophie Charlotte wird – wie ihre Mutter – als sehr gebildet beschrieben. Sie zog bekannte Persönlichkeiten ihrer Zeit an ihren Hof zu Lietzenburg, so zum Beispiel den Philosophen Leibniz, den sie aus ihrer Zeit am hannoverschen Hof kannte. Leibniz blieb zeitlebens ihr guter Freund und war häufig Gast in Lietzenburg. Sie führten intensive philosophische Disputationen und setzten sich zusammen für die Gründung einer wissenschaftlichen Akademie zu Berlin ein, welche dann auch am 11. Juli 1700 von Friedrich gegründet wurde.
Leibniz, der Sophie Charlotte um elf Jahre überlebte, schrieb nach ihrem Tod über sie: „sie wollte mich oft in ihrer Nähe haben; so genoß ich häufig das Gespräch einer Fürstin, deren Geist und Menschlichkeit von keiner jemals übertroffen wurde […] Die Königin besaß eine unglaubliche Kenntnis auch auf abgelegenen Gebieten und einen außerordentlichen Wissensdrang, und in unseren Gesprächen trachtete sie danach, diesen immer mehr zu befriedigen, woraus eines Tages ein nicht geringer Nutzen für die Allgemeinheit erwachsen wäre, wenn sie der Tod nicht dahingerafft hätte.“
In ihrem Geburtsort Bad Iburg ist der Charlottensee nach ihr benannt. Außerdem wurde die so genannte Rennbahn um den See, die Teil der Bundesstraße 51 ist, in Charlottenburger Ring umbenannt. In Berlin-Charlottenburg gibt es seit 1957 ein nach ihr benanntes Gymnasium, die Sophie-Charlotte-Oberschule, sowie den Sophie-Charlotte-Platz und die Sophie-Charlotten-Straße.

### Musik
Sophie Charlotte war musikalisch sehr gebildet. Sie spielte ausgezeichnet Cembalo, sang und pflegte die italienische Oper an ihrem Hof, zu deren Aufführung ein separates Opernhaus errichtet wurde. Die Musiker Attilio Ariosti und Giovanni Bononcini standen jahrelang als Hofkapellmeister in ihren Diensten und komponierten dafür diverse Opern. Bei deren Aufführungen trat sie z. B. im Orchester als Generalbassspielerin am Cembalo auf. Außerdem dirigierte sie auch vom Cembalo aus. 1700 widmete ihr Arcangelo Corelli sein Opus 5, 12 Violinsonaten mit begleitendem Cembalo.
1987 veranstaltete die Stadt Berlin als Beitrag zu ihrer 750-Jahr-Feier eine Ausstellung mit Ausstellungskatalog Sophie Charlotte und die Musik in Lietzenburg [= heute Charlottenburg].

## Kinder aus der Ehe mit König FriedrichI.
- Friedrich August (* 6. Oktober 1685; † 31. Januar 1686)
- Friedrich Wilhelm I. (* 14. August 1688; † 31. Mai 1740)

## Nach Sophie Charlotte benannt
- Das Sophie-Charlotte-Gymnasium in Berlin[6]
- Die Sophie-Charlotte-Straße sowie die Sophie-Charlotten-Straße in Berlin[7]
- Der Sophie-Charlotte-Platz in Berlin[8] nebst U-Bahnhof Sophie-Charlotte-Platz